# Терентьево (Московская область)
Терентьево — деревня в Волоколамском районе Московской области России, входит в состав сельского поселения Спасское. Население — 5 чел. (2010).

## География
Деревня Терентьево расположена на западе Московской области, в западной части Волоколамского района, в 1,5 км к юго-западу от города Волоколамска, на левом берегу реки Вельги (бассейн Иваньковского водохранилища), рядом с деревней Крюково.
К деревне приписано садоводческое некоммерческое товарищество. Около Терентьево проходят пути Рижского направления Московской железной дороги. Ближайшая железнодорожная станция — Волоколамск.

## Население
| 1852 | 1859 | 1899 | 1926 | 2002 | 2006 | 2010 |
| ---- | ---- | ---- | ---- | ---- | ---- | ---- |
| 74   | ↘69  | ↗112 | ↘106 | ↘5   | ↘4   | ↗5   |

## История
Терентьево, деревня 1-го стана, Прокоповича-Антонского, Владимира Михайловича, Тайного Советника, крестьян 44 души мужского пола, 30 женского, 11 дворов, 107 верст от столицы, 6 от уездного города, близ Можайского тракта.— Нистрем К. Указатель селений и жителей уездов Московской губернии, 1852 г.
В «Списке населённых мест» 1862 года — владельческое сельцо 1-го стана Волоколамского уезда Московской губернии по правую сторону Московского тракта, от границы Зубцовского уезда на город Волоколамск, в 7 верстах от уездного города, при речке Вельге, с 11 дворами и 69 жителями (33 мужчины, 36 женщин).
По данным на 1899 год — деревня Тимошевской волости Волоколамского уезда с 112 душами населения.
В 1913 году — 21 двор.
По материалам Всесоюзной переписи населения 1926 года — деревня Тимашевского сельсовета Тимошевской волости на Осташёвском шоссе, в 5,33 км от станции Волоколамск Балтийской железной дороги, проживало 106 жителей (46 мужчин, 60 женщин), насчитывалось 24 хозяйства, среди которых 23 крестьянских.
С 1929 года — населённый пункт в составе Волоколамского района Московского округа Московской области. Постановлением ЦИК и СНК от 23 июля 1930 года округа как административно-территориальные единицы были ликвидированы.
1929—1954 гг. — деревня Тимашевского сельсовета Волоколамского района.
1954—1963 гг. — деревня Привокзального сельсовета Волоколамского района.
1963—1964 гг. — деревня Привокзального сельсовета Волоколамского укрупнённого сельского района.
1964—1965 гг. — деревня Волоколамского сельсовета Волоколамского укрупнённого сельского района.
1965—1994 гг. — деревня Волоколамского сельсовета Волоколамского района.
В 1994 году Московской областной думой было утверждено положение о местном самоуправлении в Московской области, сельские советы как административно-территориальные единицы были преобразованы в сельские округа.
1994—2006 гг. — деревня Волоколамского сельского округа Волоколамского района.
С 2006 года — деревня сельского поселения Спасское Волоколамского муниципального района Московской области.